# Kunøe
 Ikke at forveksle med Kunø.
Kunøe er et dansk efternavn. Pr. 1. januar 2023 var der 15 personer i Danmark med navnet.

## Personer med navnet
- Ib Kunøe
- Mette Kunøe